# 莫舒舒二世
莫舒舒二世（英語：Moshoeshoe II，1938年5月2日—1996年1月15日），莱索托国王，曾于1966年至1990年及1995年至1996年期間兩度在位。他是巴苏陀兰最高酋长西蒙·塞伊索·格里菲斯之子，于1960年繼承最高酋長之位。1966年，他宣佈巴苏陀兰脱离英国独立，改名賴索托，並登基為賴索托國王。莫舒舒二世於1990年因政變被推翻，流亡英國。1995年，他回國重登王位，但於翌年因車禍去世。他是除了清朝及满洲国皇帝溥仪和教宗本笃九世以外唯一3次登基君主。

## 个人生平

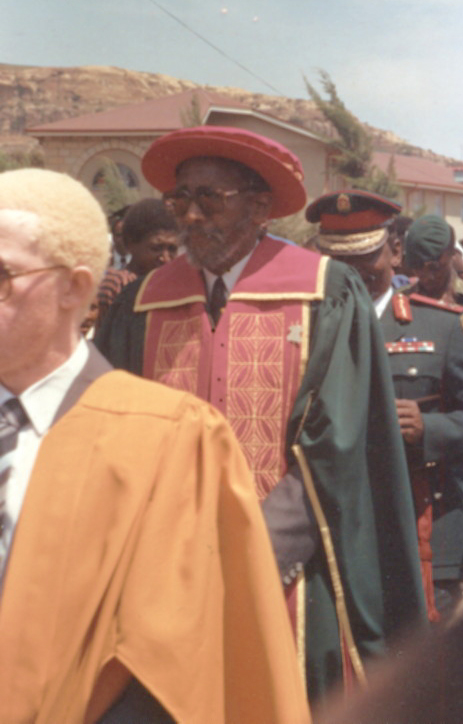
莫舒舒二世老年时期

1938年5月2日出生于莱索托东部的莫霍特隆区，其父为时任巴苏陀兰最高酋长西蒙·塞伊索·格里菲斯。1940年，其父去世，传位于他。由于他时年2岁，遂由时任王后马特斯布·阿米利亚·马特萨巴暂代摄政女王。
1948年，他入读莱索托罗马学院。1954年远赴英国，先后就读于安普利弗斯学院和牛津大学基督圣体学院，毕业后，於1959年回国。
1960年3月12日，莫舒舒二世从其母后手中重获权力，被任巴苏陀兰最高酋长。他致力於带领国家走向独立自主。1966年10月4日，巴苏陀兰从英国独立，改名为莱索托王国，其本人则成为该国第一代国王。
在1966年12月， 莫舒舒二世被民选政府的首相莱布阿·乔纳森软禁，被迫签署限制王权的文件。后来在1970年1月，莱索托爆发选举冲突。2月18日，乔纳森拒绝卸任，宣布进入紧急状态，中止宪法、解散议会、抓捕反对党，自行任命为莱索托国家元首。1970年4月，莫舒舒二世被迫流亡荷兰。
1970年6月，莫舒舒二世表示愿意接受不再参政的要求以换取回国。12月，莫舒舒二世回国复位，而乔纳森继续实行独裁统治。1986年1月，莱索托爆发军事政变，乔纳森被迫下台。新成立的军政府授权让莫舒舒二世直接参政。
1990年2月21日，军政府与国王争权，莫舒舒二世被剥夺了立法权和行政权。3月，他再次被迫流亡国外。11月，军事委员会宣布废黜他，由其子戴维·莫哈托·贝林·塞伊索王子继位，是为莱齐耶三世。
1991年4月30日，莱索托再度爆发军事政变，军政府领导发生更迭。6月，新的军事委员会宣布将于11月举行大选，并派人到伦敦请莫舒舒二世回国。回国后，莫舒舒二世致力于恢复自己的王位。1994年8月，其子莱齐耶三世发动政变，解散议会与民选政府。随后，莱齐耶三世于1995年1月25日逊位给他。1996年1月15日，因其司机酒后驾车，莫舒舒二世在马塞卢郊外遭遇车祸，不治身亡。

## 家庭
- 父：西蒙·塞伊索·格里菲斯
- 母：马特斯布·阿米利亚·马特萨巴
- 生母：Mofumali Mabereng
- 配偶：马莫哈托王后（英语：Queen Mamohato of Lesotho）
- 子女
  - 戴维·莫哈托·贝林·塞伊索王子（莱齐耶三世，現任國王）
  - 塞伊索·贝林·塞伊索王子（英语：Prince Seeiso of Lesotho）
  - Constance Christina Maseeiso公主